# Gonçalo Inácio
Gonçalo Bernardo Inácio (Almada, 25 de agosto de 2001) es un futbolista portugués que juega de defensa en el Sporting C. P. de la Primeira Liga.

## Trayectoria
Comenzó su carrera deportiva en el Sporting C. P., con el que debutó en la Primeira Liga el 4 de octubre de 2020 frente al Portimonense S. C.
El 20 de marzo de 2021 anotó su primer gol como profesional, en la victoria de su equipo por 1-0 frente al Vitória S. C.

## Selección nacional
Fue internacional sub-17, sub-18, sub-19, sub-20 y sub-21 con la selección de fútbol de Portugal. Con la absoluta debutó el 23 de marzo de 2023 en un partido de clasificación para la Eurocopa 2024 ante Liechtenstein que ganaron por cuatro a cero.

### Participaciones en Eurocopas
| Copa          | Sede     | Resultado        | Partidos | Goles |
| ------------- | -------- | ---------------- | -------- | ----- |
| Eurocopa 2024 | Alemania | Cuartos de final | 2        | 0     |

## Estadísticas

### Clubes
Actualizado al último partido disputado el 1 de noviembre de 2024.
| Club                    | Div.          | Temporada     | Liga  | Liga  | Liga   | Copas nacionales | Copas nacionales | Copas nacionales | Copas internacionales | Copas internacionales | Copas internacionales | Total | Total | Total  |
| Club                    | Div.          | Temporada     | Part. | Goles | Asist. | Part.            | Goles            | Asist.           | Part.                 | Goles                 | Asist.                | Part. | Goles | Asist. |
| ----------------------- | ------------- | ------------- | ----- | ----- | ------ | ---------------- | ---------------- | ---------------- | --------------------- | --------------------- | --------------------- | ----- | ----- | ------ |
| Sporting C. P. Portugal | 1.ª           | 2020-21       | 20    | 1     | 1      | 5                | 1                | 1                | 0                     | 0                     | 0                     | 25    | 2     | 2      |
| Sporting C. P. Portugal | 1.ª           | 2021-22       | 28    | 4     | 2      | 9                | 1                | 0                | 7                     | 0                     | 1                     | 44    | 5     | 3      |
| Sporting C. P. Portugal | 1.ª           | 2022-23       | 33    | 1     | 3      | 7                | 2                | 0                | 12                    | 1                     | 0                     | 52    | 4     | 3      |
| Sporting C. P. Portugal | 1.ª           | 2023-24       | 32    | 1     | 0      | 8                | 0                | 0                | 9                     | 3                     | 0                     | 49    | 4     | 0      |
| Sporting C. P. Portugal | 1.ª           | 2024-25       | 9     | 1     | 1      | 3                | 1                | 0                | 3                     | 0                     | 0                     | 15    | 2     | 1      |
| Sporting C. P. Portugal | Total club    | Total club    | 122   | 8     | 7      | 32               | 5                | 1                | 31                    | 4                     | 1                     | 185   | 17    | 9      |
| Total carrera           | Total carrera | Total carrera | 122   | 8     | 7      | 32               | 5                | 1                | 31                    | 4                     | 1                     | 185   | 17    | 9      |

## Palmarés

### Títulos nacionales
| Título                      | Club           | País     | Año  |
| --------------------------- | -------------- | -------- | ---- |
| Copa de la Liga de Portugal | Sporting C. P. | Portugal | 2021 |
| Primeira Liga               | Sporting C. P. | Portugal | 2021 |
| Supercopa de Portugal       | Sporting C. P. | Portugal | 2021 |
| Copa de la Liga de Portugal | Sporting C. P. | Portugal | 2022 |
| Primeira Liga               | Sporting C. P. | Portugal | 2024 |
| Primeira Liga               | Sporting C. P. | Portugal | 2025 |
| Copa de Portugal            | Sporting C. P. | Portugal | 2025 |

### Títulos internacionales
| Título                      | Club (*)              | Sede     | Año  |
| --------------------------- | --------------------- | -------- | ---- |
| Liga de Naciones de la UEFA | Selección de Portugal | Alemania | 2025 |

(*) Incluyendo la selección.